# Centrum Komiksu i Narracji Interaktywnej EC1 w Łodzi
Centrum Komiksu i Narracji Interaktywnej EC1 w Łodzi – największe i najnowocześniejsze w Polsce muzeum poświęcone polskiej sztuce komiksowej oraz grom komputerowym, znajdujące się na terenie zabudowań elektrowni przy ul. Targowej w Łodzi (EC1), zarządza nim instytucja EC1 Łódź – Miasto Kultury. Zostało otwarte w 2023 roku, kiedy to stało się organizatorem Międzynarodowego Festiwalu Komiksu i Gier w Łodzi. Kierownikiem Centrum jest Adam Radoń.
Centrum obejmuje 3 kondygnacje. W strefie komiksu można poznać, jak powstaje komiks oraz jego historię w Polsce. W strefie gier można m.in. poznać, jak współcześnie powstają gry komputerowe, a w strefie gier retro pograć m.in. na automatach czy komputerach: Commodore 64, Amiga, czy Atari.
Autorem muralu zdobiącego elewację Centrum Komiksu jest Kim Jung Gi.

## Historia
Pomysłodawcą Centrum był Adam Radoń, który już w 2011 roku dzielił się pomysłem powstania Centrum Komiksu w Łodzi.
Na początku 2017 roku otwarto przetarg na stworzenie Centrum w starym budynku, które było siedzibą Muzeum Bajki i Fundacji Se-Ma-For. Wykonawcę wyłoniono w lipcu, a została nią firma Erekta. Cześć starej budowli została zburzona i reszta przekształcona. Początkowo planowano otworzenie centrum w czerwcu 2019 roku, jednak planowane otwarcie przekładano co najmniej dwukrotnie. Początkowy koszt inwestycji wynosił 21 milionów zł, przy czym około 14 milionów zł stanowiło dofinansowanie z Unii Europejskiej. Na końcowym etapie budowy źródła podawały koszt 30 milionów zł.
Inauguracja Centrum odbyła się 7 października 2023. Połączona była z wystawą Grzegorza Rosińskiego pt. „Grzegorz Rosiński w ilustracjach”.
Po otwarciu, Centrum przejęło obowiązki organizacji Międzynarodowego Festiwalu Komiksu i Gier od instytucji nadrzędnej, czyli Miasta Kultury EC1. 34 Festiwal był już organizowany przez Centrum Komiksu i Narracji Interaktywnej.